# Gasplant
Gasplant es uno de los sectores que conforman la ciudad de Cabimas en el estado Zulia (Venezuela), pertenece a la Parroquia La Rosa.

## Ubicación
Gasplant se encuentra entre los sectores La Gloria al norte, Santa Clara al este (av Intercomunal), La Rosa al sur (calle Delicias) y La Montañita (Cabimas) al oeste (calle Gasplant).

## Etimología
Gasplant recibe su nombre de la compañía que operaba el gas natural del campo La Rosa, Gasplant, que fue tomado literalmente por los locales quienes lo pronuncian "gasplan". Dicha compañía dejó las primeras instalaciones de gas en Maracaibo aún visibles en Bella Vista conocida como "la bola de gasplant".

## Historia
Luego del reventón del pozo Barroso II (R4) en 1922, vinieron obreros de distintas partes de Venezuela, como falconianos y margariteños a establecerse en campamentos improvisados alrededor de los nuevos pozos. La compañía Venezuelan Oil Concessions, procesaba el gas natural a través de las instalaciones y equipos de la compañía Gasplant, que proporcionaba a su vez gas natural a la ciudad de Maracaibo ("La Bola de Gasplant" se encuentra actualmente en la avenida Santa Rita cerca de Corpozulia), los locales al establecer sus residencias cerca del tanque (en Cabimas) comenzaron a referirse al lugar como Gasplant.

## Zona Residencial
Gasplant recibe su nombre probablemente de una corrupción del inglés Gas Plant (Planta de Gas), debido a la actividad petrolera, allí fue donde se perforó el pozo Los Barrosos 2 (R4) (1922) famoso mundialmente por su reventón de 100.000 barriles por día y que descubrió no solo el potencial del campo La Rosa, sino de la Costa Oriental del Lago de Maracaibo, actualmente se encuentra inactivo y con una plaza en su nombre y un pequeño equipo de bombeo mecánico (balancín) como monumento. La gente suele decir que el Barroso está en Santa Clara, pero Santa Clara queda al frente.
El monumento al Barroso se debe a la gestión del Profesor Orlando Méndez (profesor de la UCV), quien descubrió el histórico pozo dentro del baño de una casa e inició una campaña para su rescate y la construcción del monumento.

## Vialidad y transporte
Gasplant tiene una calle del mismo nombre que es una de las vías principales de Cabimas. Por Gasplant pasa la línea de busetas Gasplant, pionera por ser la única que utilizaba exclusivamente autobusetas cuanto absolutamente todas las demás líneas de Cabimas tenían carros por puesto, actualmente las líneas de Cabimas están incorporando busetas por medio de la alcaldía y la gobernación, siguiendo el ejemplo de Gasplant.

## Sitios de Referencia
- Monumento al Barroso 2. Av Intercomunal entre carreteras K y L sector Gasplant.
- McDonalds Santa Clara . Av Intercomunal Sector Santa Clara.
- Fiat Colsa. Avenida Intercomunal Esquina Calle Vereda Tropical.